# Hřbitov Tel Regev
Hřbitov Tel Regev (hebrejsky: בית קברות תל רגב, Bejt kvarot Tel Regev) je hřbitov v Izraeli, sloužící městu Haifa a satelitním obcím Krajot.

## Geografie
Leží v pahorcích na okraji Zebulunského údolí v nadmořské výšce cca 50 metrů, cca 12 kilometrů jihovýchodně od centra Haify a cca 1 kilometr severovýchodně od města Ibtin. Po severním okraji areálu prochází dálnice číslo 70.
Byl založen roku 2004 jako nové centrální pohřebiště aglomerace Haify. Kvůli úspoře pozemků byl navržen pro plošně úsporné pohřby do betonových víceúrovňových schránek. Nahradil mimo jiné zaplněný hřbitov Sde Jehošua v západní Haifě. Izraelská pozemková správa v první fázi pro hřbitov poskytla 100 dunamů (10 hektarů). Design hřbitova provedl architekt Arie Salme Rahamimoff pro studio Luis D. Labaton & Partners.